# Niech nas zobaczą
„Niech nas zobaczą” – pierwsza w Polsce społeczno-artystyczna kampania mająca przeciwdziałać homofobii i dyskryminacji ze względu na orientację seksualną, która została zorganizowana przez Kampanię Przeciw Homofobii. Akcja została przeprowadzona w 2003 roku, prezentując trzydzieści par gejów i lesbijek na fotografiach pokazywanych na billboardach i w galeriach. Autorką zdjęć jest Karolina Breguła.
Kampania została zapoczątkowana otwarciem wystawy „Niech nas zobaczą” w Galerii Towarzystwa Przyjaciół Sztuk Pięknych „Pałacyk”. Także w tym samym czasie ruszyła akcja billboardowa w Warszawie, Krakowie, Sosnowcu oraz Trójmieście. Początkowa miała się tym zajmować firma AMS, która miała rozmieścić 500 citylightów, jednak wycofała się w ostatniej chwili. AMS została zastąpiona przez firmę Cityboard Media, na której rozwieszonych plakatach dokonywano aktów wandalizmu. Po niedługim czasie firma Cityboard Media również wycofała się z projektu.
Poza Warszawą wystawa zdjęć odbyła się w:
- Krakowie, w Galerii Burzym & Wolf,
- Gdańsku, w Galerii Łaźnia,
- Sosnowcu, w Galerii Stowarzyszenia „Cross Over”,
- Lublinie, w ACK UMCS „Chatka Żaka”[1].